# Pseudocymus hawaiiensis
Pseudocymus hawaiiensis är en insektsart som beskrevs av Hamid 1975. Pseudocymus hawaiiensis ingår i släktet Pseudocymus och familjen Cymidae. Inga underarter finns listade i Catalogue of Life.